# Раџа (Јужни Судан)
Раџа или Рага (IPA: ; енгл. Raga, Raja, IPA:) град је у вилајету Западни Бахр ел Газал у северозападном делу Јужног Судана. Налази се на обали реке Лол, око 200 километара од града Вав. У близини града се и налази локални аеродром. У Раги живи 18.970 становника.